# MNDA
MNDA (англ. Myeloid cell nuclear differentiation antigen) – білок, який кодується однойменним геном, розташованим у людей на короткому плечі 1-ї хромосоми.  Довжина поліпептидного ланцюга білка становить 407 амінокислот, а молекулярна маса — 45 836.
| 10         |  | 20         |  | 30         |  | 40         |  | 50         |
| ---------- |  | ---------- |  | ---------- |  | ---------- |  | ---------- |
| MVNEYKKILL |  | LKGFELMDDY |  | HFTSIKSLLA |  | YDLGLTTKMQ |  | EEYNRIKITD |
| LMEKKFQGVA |  | CLDKLIELAK |  | DMPSLKNLVN |  | NLRKEKSKVA |  | KKIKTQEKAP |
| VKKINQEEVG |  | LAAPAPTARN |  | KLTSEARGRI |  | PVAQKRKTPN |  | KEKTEAKRNK |
| VSQEQSKPPG |  | PSGASTSAAV |  | DHPPLPQTSS |  | STPSNTSFTP |  | NQETQAQRQV |
| DARRNVPQND |  | PVTVVVLKAT |  | APFKYESPEN |  | GKSTMFHATV |  | ASKTQYFHVK |
| VFDINLKEKF |  | VRKKVITISD |  | YSECKGVMEI |  | KEASSVSDFN |  | QNFEVPNRII |
| EIANKTPKIS |  | QLYKQASGTM |  | VYGLFMLQKK |  | SVHKKNTIYE |  | IQDNTGSMDV |
| VGSGKWHNIK |  | CEKGDKLRLF |  | CLQLRTVDRK |  | LKLVCGSHSF |  | IKVIKAKKNK |
| EGPMNVN    |  |            |  |            |  |            |  |            |

A: Аланін

C: Цистеїн

D: Аспарагінова кислота

E: Глутамінова кислота

F: Фенілаланін

G: Гліцин

H: Гістидин

I: Ізолейцин

K: Лізин

L: Лейцин

M: Метіонін

N: Аспарагін

P: Пролін

Q: Глутамін

R: Аргінін

S: Серин

T: Треонін

V: Валін

W: Триптофан

Кодований геном білок за функціями належить до репресорів, активаторів. 
Задіяний у таких біологічних процесах як транскрипція, регуляція транскрипції, поліморфізм. 
Білок має сайт для зв'язування з ДНК. 
Локалізований у цитоплазмі, ядрі.